# Лапчинский, Григорий Дмитриевич
Григорий Дмитриевич Лапчинский — советский хозяйственный, государственный и политический деятель.

## Биография
Родился в 1915 году. Член КПСС.
С сентября по октябрь 1939 — инструктор политического отдела конно-механизированной группы советских войск во время присоединения Западной Украины
С июня 1944 по январь 1947 года — главный редактор газеты «Радянське Поділля» (органа Каменец-Подольского областного и Проскуровского городского комитетов КП(б)У)
В январе 1947 — декабре 1949 года — секретарь Каменец-Подольского областного комитета КП(б)У по пропаганде и агитации.
В 1955—1957 — секретарь Красноярского крайкома КПСС.
В 1958 — секретарь Тамбовского обкома КПСС.
В 1965—1986 — заведующий сектором Отдела организационно-партийной работы ЦК КПСС (по республикам Северного Кавказа).
Жил в Москве.

## Награды
- Орден Октябрьской Революции (22.11.1985)
- Орден Трудового Красного Знамени (11.01.1957, 26.08.1971, 21.11.1975)
- Орден Дружбы народов (13.04.1981)
- Орден Знак Почёта (26.01.1948)

## Отзывы
Лапчинский же, наоборот, — боевой, ершистый человек, подвижный как ртуть, не скупившийся на броские оценки, порой, как мне казалось, с преувеличением (да и регион ему, надо прямо сказать, выпал далеко не сахар).

Лапчинский олицетворял собой зло. Оно наказуемо, рано или поздно. Сколько ни вилась веревочка одиозного завсектором ЦК КПСС, а конец пришел. Вот как жидко завершил свою карьеру всемогущий Григорий Лапчинский (кстати, именно он «вел» к должности Генсека ЦК КПСС Михаила Горбачева с его «комсомольских лет»)